# Мон (штат)
Мон (бірм. မွန်ပြည်နယ်, мон. တြဳႝ ရး ဍဳင္ မန္, ရး မ ညေ ဒသ) — штат (національний округ) в М'янмі (Бірмі). У минулому — держава і історична область. З південного заходу до моря, з півночі межує з каренським національним округом (штатом), межує також з округами (областями) Танінтаї і Пегу, і стикається з Таїландом. В територію входить також ряд островів в Індійському океані. Адміністративний центр — місто Моулмейн, за нової орфографії Молам'яйн. Населення 3 035 435 чоловік. Щільність населення — 247,65 чол./км². Більшість населення складають мони, проживає також деяка кількість бірманців, пао і каренів, багато хто живе ізольовано і не говорять на бірманською мовою. Переважна більшість населення сповідують буддизм.

## Історія
Імовірно, мони заселили Нижню Бірму ще в 1500 до н. е.
Перше царство, згадане в документах, було Суваннабхумі зі столицею в Татоні, засноване в 300 до н. е. Близько 200 до н. е. мони прияняли буддизм тхераваді. Монські царства розцвітали аж до 1000 року н. е. , коли з півночі прийшли інші народи. Поступова навала бірманців і тай тіснили царства Мон, поки останнє незалежне царство, не впало в 1757 році під натиском бірманців.

Прапор партії штату Мон

В 1824 році англійці заснували колонію в Нижній Бірмі, захопленій після закінчення Другої англо-бірманської війни. У цій війні мони допомагали британцям, сподіваючись на обіцянки самостійності після поразки Бірми. Сотні тисяч монів, які втекли до цього в Сіам, повернулися в свою країну після приходу до влади англійців. Однак обіцянку відновити монське царство не було виконано.
В 1947 році мони домагалися самовизначення при створенні незалежного Бірманського Союзу, проте прем'єр-міністр У Ну відмовив, сказавши, що окремих прав для монів не передбачено. Бірманська армія увійшла в монський регіон і встановила силою свої порядки, після чого почалася громадянська війна. Сепаратистсько настроєні мони організували монський народний фронт, який потім реорганізувався в Нову партію монської держави (НПМГ) в 1962 році. З 1949 року східні схили гір і частина округу Тенассерім залишалися під контролем НПМГ і Фронту національного визволення монів (Фном). Крім того, ФНВМ воював проти каренів за контроль над ділянкою кордону, який забезпечує вихід в Таїланд.
В 1974 році, частково поступившись вимогам сепаратистів, уряд організував монський національний округ на стиці округів Тенассерім, Пегу, і Іраваді. Опір тривав до 1995 року, поки НПМГ і ДРВЗП не домовилися про припинення вогню в 1996 році, тоді була організована Ліга монської єдності. Однак монські активісти стверджують, що війська ДРВЗП продовжували операції в порушення угоди про перемир'я.
Ситуація з правами людини в монському окрузі не покращилася. Міжнародні організації регулярно звертаються до уряду М'янми внаслідок постійних порушень прав людини в монському окрузі, включаючи примусові роботи, покарання без суду, примусове переселення населення, конфіскацію майна, а іноді відверті грабежі.

## Населення
Мони (талайн) — народ, що живе на півдні Бірми і на південному заході Таїланду. Мова належить до мон-кхмерської сім'ї мов; є писемність, висхідна до VI століття н. е. По релігії буддисти, у них склалися ранні держави (Двараваті та ін.).
З кінця 1-го тис. н. е. в країну Мон з півночі проникли бірманці, які знищили в середині XVIII століття монську державу Двараваті. Мони справили великий культурний вплив на бірманців. Частина монфв в Бірмі була асимільована бірманцями і каренами.

## Адміністративний поділ
Штат складається з двох округів, які поділені на десять районів.

### Округи
1. Молам'яйн (Mawlamyine)
2. Татхоун (Thaton)

### Райони
1. Білин (Bilin)
2. Чаунзоун (Chaungzon)
3. Чаймаро (Kyaikmaraw)
4. Чайтхо (Kyaikto)
5. Молам'яйн (Mawlamyine)
6. Мудоун (Mudon)
7. Паун (Paung)
8. Танбьюзая (Thanbyuzayat)
9. Татон (Thaton)
10. Є (Ye)

## Економіка
У штаті Мон є родовища природного газу, тому на розвиток цього округу йдуть великі закордонні інвестиції.

## Найважливіші пам'ятка
1. Пагода Чайттійо, яка містить волосся Будди, побудована на покритому золотом камені, балансуючому на уступі скелі. За легендою, волосся Будди оберігає камінь від падіння.
2. Татон — колишня столиця стародавнього монського царства, побудована задовго до Пагана.
3. Меморіал жертвам війни Тханб'юзаят — з'єднаний мостом з річкою Квай.